# Pat O'Donnell
Patrick Michael O'Donnell (Lake Worth, 22 febbraio 1991) è un giocatore di football americano statunitense che milita nel ruolo di punter per i Green Bay Packers della National Football League (NFL). Fu scelto nel corso del sesto giro (191º assoluto) del Draft NFL 2014. Al college giocò a football all'Università di Cincinnati (2009-2012) e all'Università di Miami (2013).

## Carriera

### Chicago Bears
O'Donnell fu scelto nel corso del sesto giro del Draft 2014 dai Chicago Bears. Debuttò come professionista nella settimana 1 contro i Buffalo Bills calciando 4 punt per 160 yard. A fine anno, dopo avere mantenuto una media di 43,8 yard per punt, fu inserito nella formazione ideale dei rookie dalla Pro Football Writers Association.
Nel marzo del 2021 O'Donnell firmò un nuovo contratto di un anno con i Bears.

### Green Bay Packers
Il 18 marzo 2022 O'Donnel firmò un contratto biennale con i Green Bay Packers.

## Palmarès
- PFWA All-Rookie Team - 2014
- Giocatore degli special team della NFC della settimana: 1

3ª del 2022

## Statistiche
| Partite totali | 16    |
| Punt           | 71    |
| Yard su punt   | 2.712 |
| Media          | 43,8  |

Statistiche aggiornate alla stagione 2014